# Hemisiriella gardineri
Hemisiriella gardineri är en kräftdjursart som beskrevs av W. M. Tattersall 1912. Hemisiriella gardineri ingår i släktet Hemisiriella och familjen Mysidae. Inga underarter finns listade i Catalogue of Life.